# Гейтум, Ладислав
Ладислав Гейтум (чеш. Ladislav Heythum; род. 22 мая 1950, Прага) — чехословацкий гребец, выступавший за сборную Чехословакии по академической гребле в начале 1970-х годов. Победитель и призёр первенств национального значения, участник летних Олимпийских игр в Мюнхене.

## Биография
Ладислав Гейтум родился 22 мая 1950 года в Праге.
Впервые заявил о себе в академической гребле на международном уровне в сезоне 1971 года, когда вошёл в состав чехословацкой национальной сборной и выступил в восьмёрках на чемпионате Европы в Копенгагене — сумел квалифицироваться лишь в утешительный финал В и расположился в итоговом протоколе соревнований на седьмой строке.
Благодаря череде удачных выступлений удостоился права защищать честь страны на летних Олимпийских играх 1972 года в Мюнхене. В составе экипажа-восьмёрки, куда также вошли гребцы Зденек Куба, Ладислав Лоренц, Павел Конвичка, Зденек Зика, Милан Сухопар, Мирослав Враштил, Олдржих Крутак и рулевой Иржи Птак, неудачно выступил на предварительном квалификационном этапе, но через дополнительный отборочный заезд всё же попал в полуфинальную стадию, где в конечном счёте финишировал пятым. В утешительном заезде за 7-12 места стал четвёртым и таким образом закрыл десятку сильнейших экипажей в своей дисциплине.
После мюнхенской Олимпиады Гейтум больше не показывал сколько-нибудь значимых результатов в академической гребле на международной арене.